# Unda Hörner
Unda Hörner (* 11. November 1961 in Kaiserslautern) ist eine deutsche Schriftstellerin.

## Leben
Unda Hörner studierte an der Freien Universität Berlin Germanistik und Romanistik und promovierte 1993 im Fach Romanistik über Elsa Triolet. Die französische Schriftstellerin porträtierte sie 1998, neben Dalís Muse Gala Éluard und André Bretons Ehefrau Simone, auch in Die realen Frauen der Surrealisten sowie in Elsa Triolet und Louis Aragon. Die Liebenden des Jahrhunderts. Im Jahr 2000 erschien ihr erster Roman Unter Nachbarn. 2001 wurde Unda Hörner für ihre Kurzgeschichte Hangar für Hellermann mit dem Bettina-von-Arnim-Preis ausgezeichnet. Seit 1982 lebt die Autorin, die auch als Herausgeberin, Journalistin und Übersetzerin tätig ist, in Berlin. Zuvor lebte sie in Wiesbaden und Paris. Sie ist Gründungsmitglied des Bruno Taut Forum, Berlin.

## Audio
- Warum kennt kaum jemand Marie Juchacz? 100 Jahre Frauenwahlrecht, 11.07 Minuten (1/2 Jahr online), Gespräch mit Unda Hörner, Deutschlandfunk Kultur Fazit, 12. November 2018
- Interview in der Blauen Stunde von Jutta Szostak mit Unda Hörner im Rahmen der Wiesbadener Kulturgespäche zum Thema Frauenwahlrecht, März 2019
- Publizistin Unda Hörner „Schreiben ist eine Art Lebensform“, von Joachim Scholl mit Unda Hörner im DLF am So, 21. Juli 2024, 13:30 Uhr

## Werke
- Treffpunkt Paris. Ein Reiseführer. Edition Regina Runhof, München 1986
- Das Romanwerk Elsa Triolets. Im Spannungsfeld von Avantgarde und Sozialistischem Realismus. Verlag Die Blaue Eule, Essen 1993
- Elsa Triolet und Louis Aragon. Die Liebenden des Jahrhunderts. Rowohlt, Berlin 1998
- Die realen Frauen der Surrealisten. Simone Breton, Gala Éluard, Elsa Triolet. Suhrkamp, Frankfurt am Main 1998 (ebersbach & simon, Berlin 2024)
- Lauren Bacall und Humphrey Bogart. Gangsterbraut im Seemannsgarn. Rowohlt, Berlin 1999
- Im Dreieck. Liebesbeziehungen von Friedrich Nietzsche bis Marguerite Duras. (Hrsg.) Suhrkamp, Frankfurt am Main 1999
- Unter Nachbarn. Roman. Suhrkamp, Frankfurt am Main 2000
- Madame Man Ray. Fotografinnen der Avantgarde in Paris. Edition Ebersbach, Berlin 2002
- Nancy Cunard. Enfant terrible der Pariser Bohème. Edition Ebersbach, Berlin 2002
- Flüchtige Männer. Erzählungen. Suhrkamp, Frankfurt am Main 2003
- Auf nach Hiddensee! Die Bohème macht Urlaub. Edition Ebersbach, Berlin  2003
- Hoch oben in der guten Luft. Die Bohème in Davos. Edition Ebersbach, Berlin 2005
- Über den Dächern der Stadt. Balkongeschichten. (Hrsg.) Edition Ebersbach, Berlin 2006
- Eine Liebe zu dritt. Sieben Porträts. Edition Ebersbach, Berlin 2009
- Orte jüdischen Lebens in Berlin. Literarische Spaziergänge durch Mitte. Insel-Verlag, Berlin 2010
- Scharfsichtige Frauen. Fotografinnen der 20er und 30er Jahre in Paris. Edition Ebersbach, Berlin 2010
- Die Architekten Bruno und Max Taut. Zwei Brüder – zwei Lebenswege. Gebr. Mann Verlag, Berlin 2012
- Berliner Luft – Pariser Leben. Geschichte und Geschichten. Edition Ebersbach, Berlin 2012
- Ohne Frauen geht es nicht. Kurt Tucholsky und die Liebe. ebersbach & simon, Berlin 2017
- Kafka und Felice. Roman. ebersbach & simon, Berlin 2017
- 1919. Das Jahr der Frauen. ebersbach & simon, Berlin 2018
- Gala Dalí. Am Horizont der Meere. Roman. ebersbach & simon, Berlin 2019
- 1929. Frauen im Jahr Babylon. ebersbach & simon, Berlin 2020
- Nancy Cunard. Zwischen Black Pride und Avantgarde, ebersbach & simon, Berlin 2021
- 1939. Exil der Frauen. ebersbach & simon, Berlin 2022
- Der Zauberberg ruft! Die Bohème in Davos. ebersbach & simon, Berlin 2022.
- Brecht und die Frauen. Gefährtinnen, Geliebte, gute Geister. ebersbach & simon, Berlin 2023.
- Solange es eine Heimat gibt. Erika Mann. ebersbach & simon, Berlin 2024

## Übersetzungen
- Paul Éluard und Benjamin Péret: 125 Sprichwörter, auf den neuesten Stand gebracht. (aus dem Franz. übersetzt und hrsg. von Unda Hörner und Wolfram Kiepe) Anabas, Gießen 1995
- André Breton: Entretiens – Gespräche. Dada, Surrealismus, Politik. (aus dem Franz. übersetzt und hrsg. von Unda Hörner und Wolfram Kiepe) Verlag der Kunst, Amsterdam/Dresden 1996
- Dada gegen Dada. Die Affaire Barrès. (aus dem Franz. übersetzt und hrsg. von Unda Hörner und Wolfram Kiepe) Edition Nautilus, Hamburg 1997
- Leonetta Bentivoglio und Francesco Carbone: Pina Bausch oder die Kunst, über Nelken zu tanzen. Suhrkamp, Frankfurt am Main 2007

## Auszeichnungen
- 2001 Bettina-von-Arnim-Preis
- 2013 Heinrich-Mann-Stipendium